# Mexicaans honkbalteam

Vlag van Mexico.

Het Mexicaans honkbalteam is het nationale honkbalteam van Mexico. Het team vertegenwoordigt Mexico tijdens internationale wedstrijden. Het team behaalde 4 zilveren medailles op de wereldkampioenschappen en 1 bronzen medaille. In 2007 is Vinny Castilla tot manager van het team benoemd.
Het Mexicaans honkbalteam hoort bij de Pan-Amerikaanse Honkbal Confederatie (COPABE).

## Kampioenschappen
Wereldkampioenschap
Mexico nam 25 keer deel (op 39 edities) aan het WK honkbal. 
| Editie    | 1938   | 1939    | 1940 | 1941  | 1942 | 1943   | 1944   | 1945 | 1947 | 1948 | 1950 | 1951 | 1952 | 1953 | 1961   | 1965   | 1969 | 1970 | 1971 | 1972 |
| Prestatie | -      | -       | 6e   | Brons | 4e   | Zilver | Zilver | -    | 4e   | 4e   | 7e   | 9e   | 7e   | 9e   | Zilver | Zilver | 9e   | -    | 9e   | 6e   |
|           |        |         |      |       |      |        |        |      |      |      |      |      |      |      |        |        |      |      |      |      |
| Editie    | 1973 * | 1973 ** | 1974 | 1976  | 1978 | 1980   | 1982   | 1984 | 1986 | 1988 | 1990 | 1994 | 1998 | 2001 | 2003   | 2005   | 2007 | 2009 | 2011 |      |
| Prestatie | 6e *   | 10e **  | -    | 10e   | 8e   | 11e    | -      | -    | -    | -    | 11e  | -    | -    | -    | 12e    | -      | 7e   | 11e  | -    |      |

*  WK in Cuba, ** WK in Nicaragua, - = geen deelname 

### World Baseball Classic
Mexico nam deel aan alle drie edities van de World Baseball Classic. In 2006 en 2009 werd de 2e ronde bereikt, in 2013 was de 1e ronde hun eindstation.
| Editie    | 2006 | 2009 | 2013 | 2017 | 2023  | 2026 |
| Prestatie | 6e   | 8e   | 11e  | 13e  | Brons |      |